# منشور وارسته
منشور وارسته پژوهشگر و نویسنده علوم سیاسی، فعال سیاسی، مدرس و مشاور در سیاست بین‌الملل است. نام وی به‌عنوان کارشناس ارشد سیاستهای بین‌الملل و محقق امور خاورمیانه و آفریقای شمالی در لیست کارشناسان و مشاوران اتحادیه اروپا به چشم می‌خورد.

## زندگی و تحصیلات
منشور وارسته در تهران زاده شده‌است، پدرش محمود از وکلای شناخته‌شده و فرزند محمدعلی وارسته وزیر دارائی ایران است.
منشور تحصیلات متوسطه را در دبیرستان دارالفنون گذارند و در سال پایانی آن به علت فعالیت‌های سیاسی توسط ساواک دستگیر و به زندان افتاد. وی پس از آزادی از کشور ممنوع‌الخروج گردیده و این ممنوع‌الخروجی تا پایان سلطنت پهلوی و انقلاب ادامه داشت. منشور علی‌رغم مشکلات متعدد حاصله در آن سالها به دانشکده علوم سیاسی راه یافت و تا ترم آخر دوره لیسانس را در آنجا گذارند اما به دلیل آغاز انقلاب و تعطیلی دانشگاه‌ها موفق به دریافت مدرک لیسانسش نشد.
وی در سالهای دانشجویی، انقلاب و پس از آن به فعالیت سیاسی خود ادامه داد به‌طوری که پس از اولین دوره انتخابات ریاست جمهوری به دلیل حمایت از کاندیداتوری مسعود رجوی مورد تعقیب قرار گرفت و در نهایت مجبور به ترک کشور و مهاجرت به انگلستان گردید. وی در پی تأسیس شورای ملی مقاومت ایران رسماً حمایت خود را از آن اعلام نمود و پس از مدتی کوتاه به عضویت در این شورا نائل گشت.
منشور وارسته از سال ۱۹۸۲ مجدداً تحصیلات خود را در انگلستان از سر گرفت و موفق به دریافت مدرک کارشناسی در رشته علوم سیاسی از دانشگاه بین‌المللی آمریکائیان واتفورد گردید. او پس از آن به دانشگاه علوم سیاسی ولز (ابریستویث) که دارای قدیمی‌ترین و اولین دپارتمان سیاست امور بین‌الملل در دنیا است، راه یافت و مقاطع کارشناسی ارشد و دکترا را در آنجا گذارند. وی در سالهای اولیه دهه ۹۰ میلادی با درجه دکترا در علوم سیاسی شاخه سیاستهای بین‌الملل فارغ‌التحصیل گردید.

## افتخارات
در تابستان ۱۹۹۳ اتحادیه اروپا اسامی کارشناسان بین‌المللی در خصوص خاورمیانه و شمال آفریقا را به چاپ رسانید، نام منشور وارسته به عنوان کارشناس و محقق امور خاورمیانهٔ مقیم انگلستان در این فهرست درج شده‌است. به گونه‌ای که می‌توان گفت وی جزء معدود کارشناسان ایرانی - انگلیسی در روابط و سیاستهای بین‌الملل است که از دهه ۹۰ میلادی تاکنون، مورد تأیید اتحادیه اروپا و دفتر سازمان ملل در ژنو می‌باشد.
منشور وارسته سالهاست که به تحقیق و بررسی آکادمیک در زمینه ارتباط و سیاستهای بین‌الملل در دانشگاه ولز و مؤسسه سلطنتی روابط بین‌المللی در لندن مشغول است؛ و تاًلیفاتش به‌عنوان کتابهای مرجع توسط استادان و دانشجویان در دانشکده‌های علوم سیاسی اروپا و آمریکا مورد استفاده قرار می‌گیرد.

## تألیفات
وارسته علاوه بر ارائه مشاوره و رهنمودهای سیاسی به دولتمردان وانتشار مقالات آکادمیک، دارای تألیفات متعددی به زبانهای انگلیسی و فارسی می‌باشد که بارها و بارها تجدید چاپ شده‌اند. به‌طور نمونه از کتب ذیل می‌توان نام برد:
- کابوس سرنگونی[۷]
- مبانی دموکراسی در ایران آزاد[۸]
- برخلاف تمام محاسبات[۹]
- Understanding Iran's National Security Doctrine[۱۰][۱۱]
- دکترین امنیت ملی از خاتمی تا احمدی‌نژاد[۱۲]
- Iran and the International Community[۱۳][۱۴]
- Hizb'Allah in Lebanon: The Politics of the Western Hostage Crisis[۱۵]
- Ascent and Descent of Marxist forces in Contemporary Iran.[۱۶]

## روابط خانوادگی
منشور وارسته از طرف پدری نوهٔ محمدعلی وارسته، نایب رئیس مجلس سنا، وزیر دارایی و سرپرست هیأتهای متشکّله برای مذاکرات نفت در دولت دکتر مصدق و رئیس شورای سلطنت است. پدر بزرگ مادری وی، محمدولی‌خان تنکابنی (سپهسالار اعظم) از رهبران انقلاب مشروطه بود که بعد از فتح تهران و خلع محمدعلی‌شاه از سلطنت، به نخست‌وزیری منصوب شد. عموی منشور، حمید وارسته معاون وزیر وزارت بازرگانی در کابینه مهدی بازرگان بود و پدرش محمود وارسته ابتدا معاون وزیر اقتصاد (جمشید آموزگار) بود اما پس از مدتی استعفا داد و وکیل عالیرتبه دادگستری گردید بطوریکه سالها وکیل معتمد مجلس بود.